# Château de Puyferrat
Le château de Puyferrat est un château français situé sur la commune de Saint-Astier dans le département de la Dordogne, en région Nouvelle-Aquitaine.

## Localisation
Le château de Puyferrat est situé en Périgord central, dans le centre-ouest du département de la Dordogne, sur une hauteur dominant d'une soixantaine de mètres la ville de Saint-Astier au nord-ouest. Son nom correspond à sa position car en vieux français, il signifie « colline fortifiée ».

## Historique
Le site de Puyferrat faisait partie à l’origine de la seigneurie de Beauronne qui appartenait aux Talleyrand, comtes de Grignols et, au XIIe siècle, des cluzeaux (refuges souterrains) ont été creusés. Il aurait existé au  XVe siècle un ancien repaire noble dont il ne reste plus rien et la construction actuelle du XVIe siècle serait une reconstruction. Au XVIe siècle, le fief passe à la famille Delaporte, originaire du Puy Saint Front à Périgueux, et Bertrand Delaporte fait construire le château actuel qui sera terminé au siècle suivant par son fils Bernard. Pendant les Guerres de religion, le château est en janvier 1591 aux mains des protestants, tout comme ceux du Puy-Saint-Astier et de Crognac, qui leur seront tous repris la même année.
En 1792, Jean Jacques de Laporte, décide de se retirer à la Martinique avec toute sa famille, sa femme Marie Anne Agathe de Lée étant la fille d’un riche colon de la Martinique. Il est considéré comme émigré bien qu'il fasse valoir, depuis la Martinique (territoire français), qu’il réside toujours en France, et envoie un certificat qui, en raison de l’invasion de la Martinique par les Anglais, n’arrivera pas à destination. Les Sérigny prétendent être créanciers de Jean Jacques de Laporte et réclament les revenus de ses biens qui, d’abord leur seront refusés puis adjugés.
Le 7 septembre 1823, Jean Jacques de Laporte meurt à la Martinique et le 26 août 1824, Madame de Sérigny, au nom de son fils mineur, vend Puyferrat à Monsieur Paul-François Dupont, lequel fait construire dans le parc une chapelle avec un caveau pour sa famille. En 1830, les deux fils de Jean Jacques de Laporte de retour en France, présentent une requête pour récupérer le château de Puyferrat qui n’aboutira pas.
La famille Maréchal jusqu'en 1949, puis la famille Georges, industriel de la chaussure jusqu'en 1961, puis madame Rosenberg jusqu’en 1998, enfin monsieur et madame Marzat sont tour à tour propriétaires du site.
Le château de Puyferrat a été classé au titre des monuments historiques par liste de 1862. Il se visite l'été (de juillet à septembre, du mardi au vendredi).

## Architecture
Le corps de logis rectangulaire est cantonné d'un côté de deux grosses tours circulaires et, de l’autre, de deux tourelles en encorbellement. Le château est surmonté d'un chemin de ronde sur mâchicoulis et a conservé ses arquebuseries. Sur des caves où sont aménagées les cuisines, le rez-de-chaussée comporte une grande salle pavée et les deux étages sont desservis par un monumental escalier à paliers. La remarquable charpente soutient la toiture à quatre pans de tuiles plates. La façade ouest est ornée d’une porte de la dernière Renaissance, d’un pur style dorique.
Une chapelle avec un caveau familial a été construite dans le parc en 1825.

## Galerie de photos

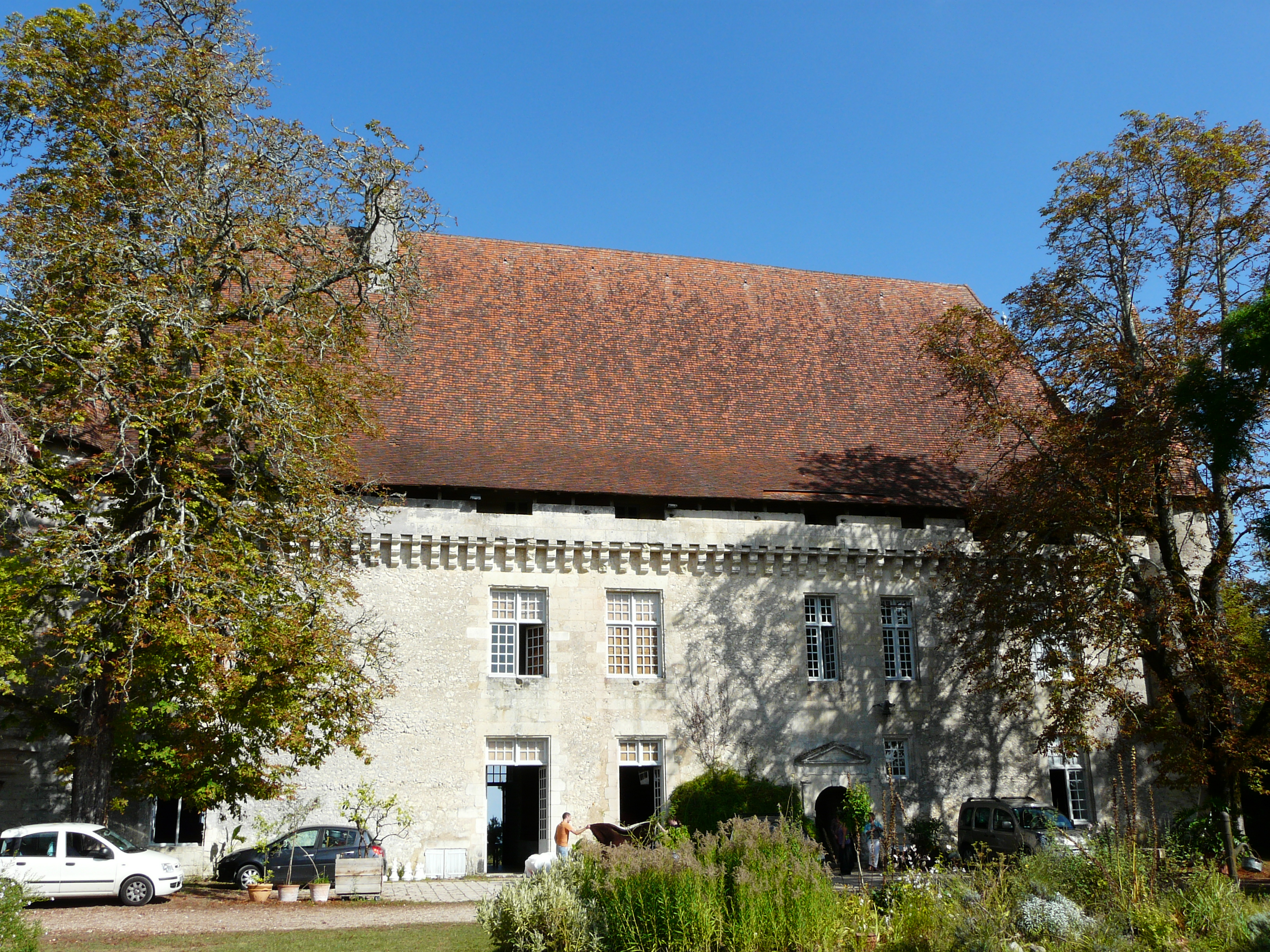
Le logis surmonté du chemin de ronde.
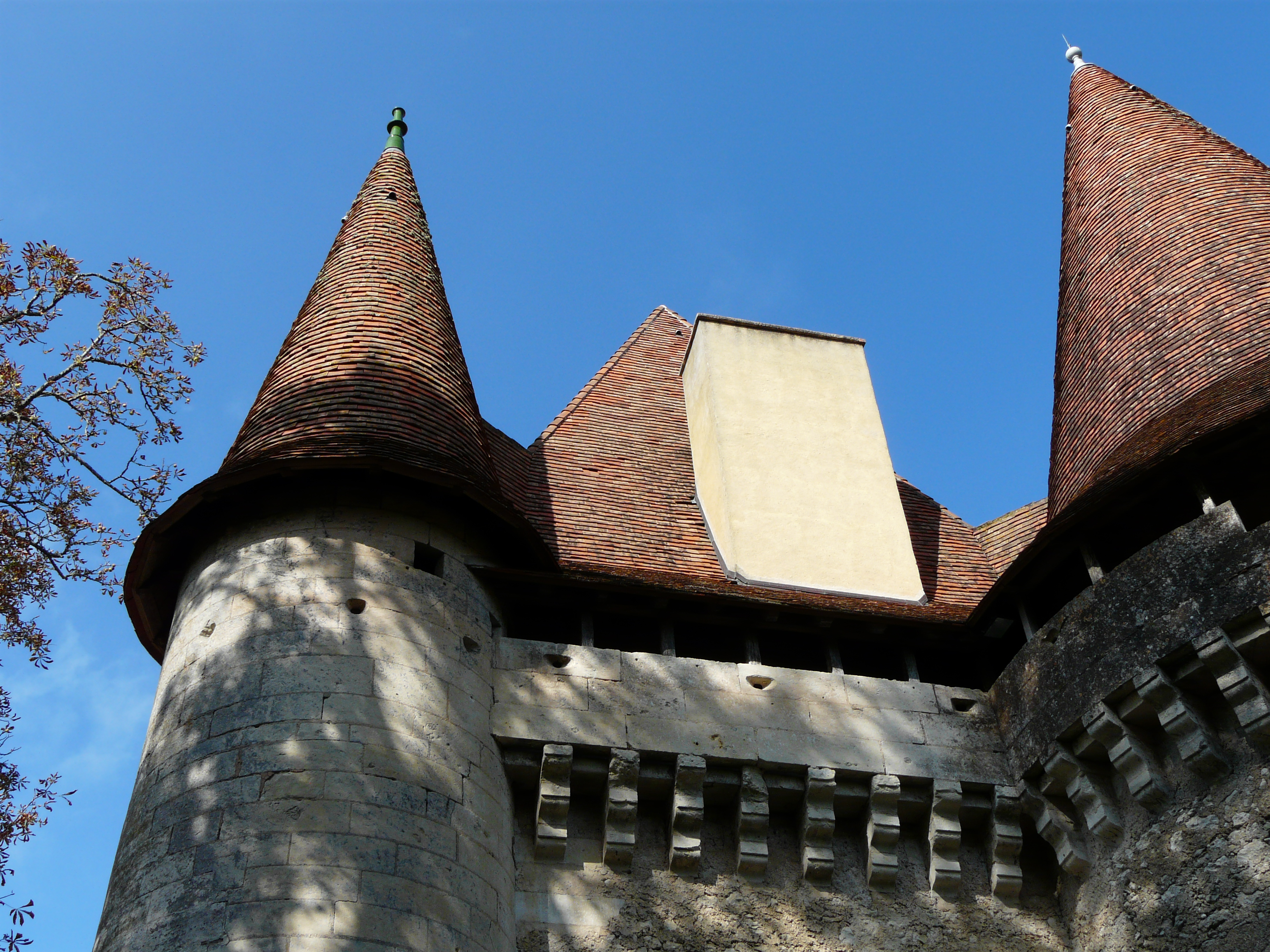
Le chemin de ronde, entre tourelle et tour.
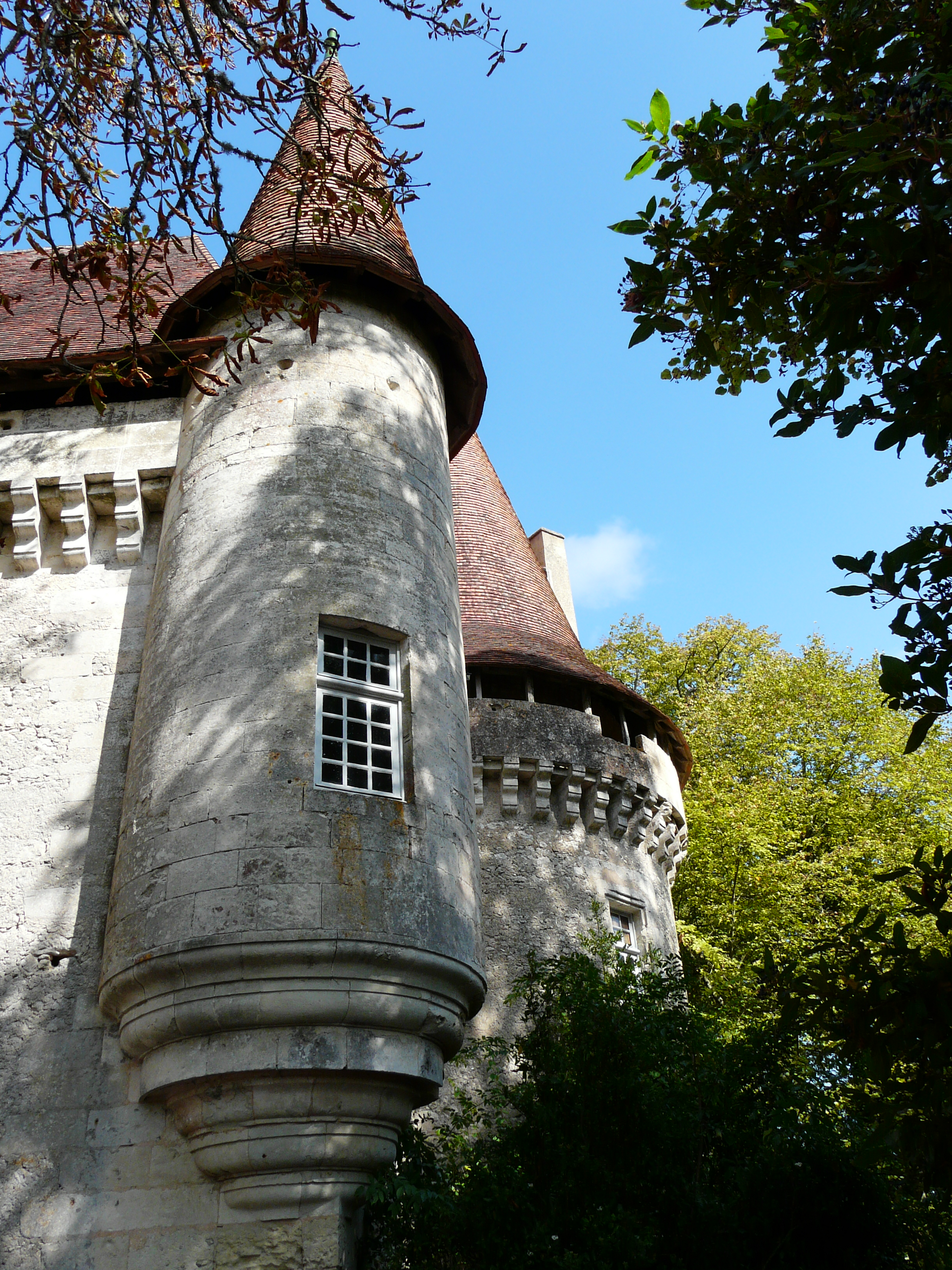
Une tourelle.
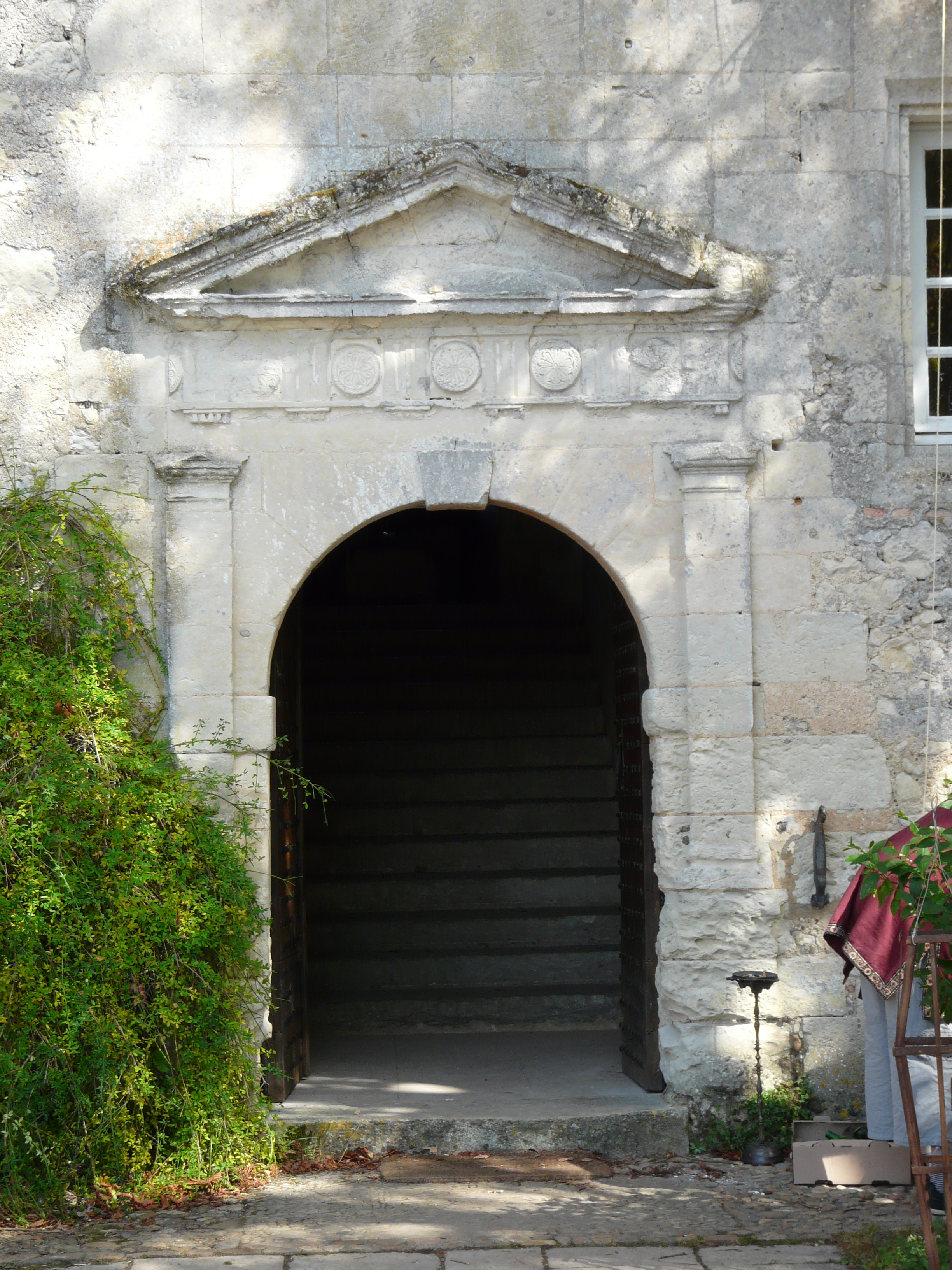
La porte du logis.